# Дадаев, Ибрагим Русланович
Ибрагим Русланович Дадаев (каз. Ибраһим Рұсланұлы Дадаев; 11 июня 2002, Алма-Ата, Казахстан) — казахстанский футболист, полузащитник клуба «SD Family».

## Клубная карьера
Воспитанник алма-атинского футбола. Футбольную карьеру начинал в 2020 году в составе клуба «Кайрат-Жастар» в первой лиге. 2 июля 2022 года в матче против клуба «Актобе» дебютировал в казахстанской Премьер-лиге (2:3), выйдя на замену на 89-й минуте вместо Романа Муртазаева.

## Клубная статистика
| Игровая карьера | Игровая карьера | Игровая карьера | Лига | Лига | Кубок | Кубок | Межд. | Межд. | Др. | Др. |
| --------------- | --------------- | --------------- | ---- | ---- | ----- | ----- | ----- | ----- | --- | --- |
| 2020            | Кайрат-Жастар   | Б               | 12   | 2    | —     | —     | —     | —     | —   | —   |
| 2021            | Кайрат-Жастар   | Б               | 13   | 2    | —     | —     | —     | —     | —   | —   |
| 2022            | Кайрат-Жастар   | Б               | 8    | 1    | —     | —     | —     | —     | —   | —   |
| 2022            | Шахтёр          | А               | 3    | 0    | 4     | 0     | —     | —     | —   | —   |
| 2023            | Шахтёр          | А               | 1    | 0    | 1     | 0     | —     | —     | —   | —   |